# Indice de niveau d'instruction
Pour les articles homonymes, voir INI.
L'indice de niveau d'instruction (I.N.I) est un indice qui situe le niveau d'un pays du point de vue de l'alphabétisation des adultes et de l'enseignement (taux brut de scolarisation combiné dans le primaire, le secondaire et le tertiaire).

## Principe
La procédure débute par le calcul d'un indice pour l'alphabétisation des adultes (taux d'alphabétisation) et d'un autre pour la scolarisation (taux de scolarisation). Puis, ces deux indices sont fusionnés pour donner l'indice de niveau d'instruction, dans lequel l'indice d'alphabétisation des adultes reçoit une pondération de deux tiers et le taux brut de scolarisation le dernier tiers.

## Exemples
Afrique du Sud
En Afrique du Sud, par exemple, le taux d'alphabétisation des adultes était de 82,4 % en 2003 et le taux brut de scolarisation était de 78 % pour l'année scolaire 2002 - 2003.
L'indice de niveau d'instruction obtenu est donc 0,809.
Indice de niveau d'instruction = {\displaystyle {\frac {2}{3}}} Indice d'alphabétisation des adultes + {\displaystyle {\frac {1}{3}}} Indice de scolarisation 
Indice de niveau d'instruction = {\displaystyle {\frac {2}{3}}(0,824)+{\frac {1}{3}}(0,780)=0,809}
Côte d'Ivoire
En Côte d'Ivoire, le taux d'alphabétisation des adultes était de 46,8 % en 2000 et le taux brut de scolarisation était de 38 % la même année.
L'indice de niveau d'instruction obtenu est donc de 0,439.
Indice de niveau d'instruction = {\displaystyle {\frac {2}{3}}} Indice d'alphabétisation des adultes + {\displaystyle {\frac {1}{3}}} Indice de scolarisation 
Indice de niveau d'instruction = {\displaystyle {\frac {2}{3}}(0,468)+{\frac {1}{3}}(0,380)=0,439}
Il est cependant à noter que pour les pays développés, ce calcul n'a pas beaucoup de sens car le Programme des Nations unies pour le développement (P.N.U.D.) leur attribue un taux conventionnel de 0,99 pour l'alphabétisation.